# Kefar Chasidim Bet
Kefar Chasidim Bet (hebr. כפר חסידים ב') – wieś komunalna położona w Samorządzie Regionu Zewulun, w dystrykcie Hajfa, w Izraelu.

## Położenie
Osada leży w Dolinie Zewulon, na wschód od miasta Hajfy.

## Historia
Wieś została założona w 1950 roku przez chasydów z pobliskiego moszawu Kefar Chasidim Alef.

## Gospodarka
Gospodarka wioski opiera się na rolnictwie.